# Té de burbujas

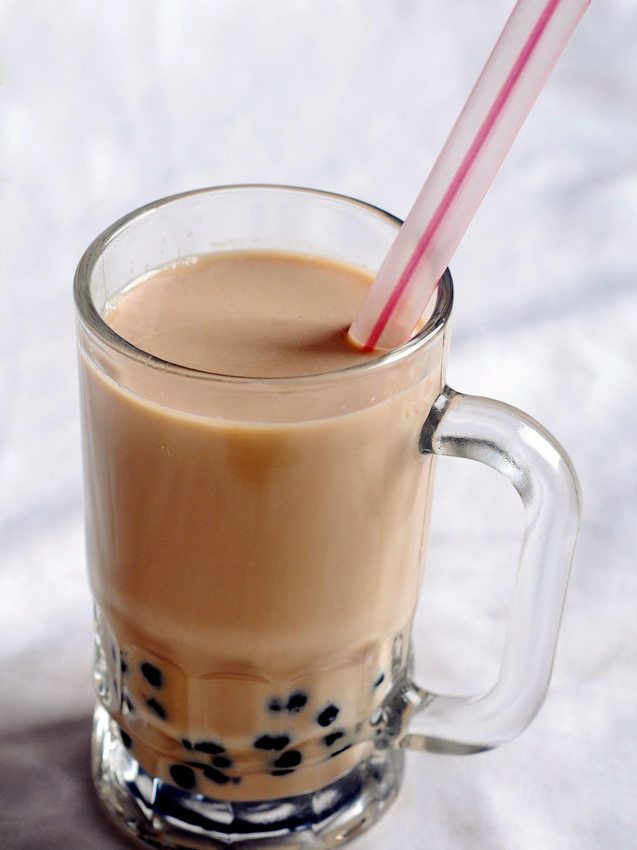
Clásico bubble tea con tapioca

El té de burbujas o té de perlas, también conocido por su anglicismo bubble tea o también como boba, es una bebida de té dulce aromatizada inventada en Taiwán. Aunque las recetas varían, la mayoría de ellas tienen una base de te (que puede tener leche o jugo de frutas) mezclada con bolitas de tapioca glomosas ("perlas", "burbujas" o "bobas") endulzadas con miel o jarabe de glucosa y con sabor a frutas, de las que proviene su nombre. Estas perlas, que en muchos casos también pueden estar hechas de gelatina, se asientan en el fondo de la bebida y se sorben junto a la bebida con largas pajitas gruesas.
Hay muchas variantes de la bebida, según el tipo de té usado y los ingredientes añadidos. Los tipos más populares son el té negro con burbujas (en chino tradicional, 泡沫紅茶; pinyin, pào mò hóng chá; literalmente, ‘té negro con espuma’), el té verde con burbujas (en chino tradicional, 泡沫綠茶; pinyin, pào mò lǜ chá) y el té oolong con burbujas (en chino tradicional, 泡沫烏龍茶; pinyin, pào mò wū lónɡ chá). 
Lo que se llama de ´zhēn zhū´ (珍珠) son las pelotitas de tapioca o mandioca, que normalmente se untan con miel o fructosa antes de echarse en la bebida. Mencionar que el te de burbujas es preparado con leche de vaca, de coco o almendras.
Los tés de perlas se distinguen por la base que utilizan: los que tienen base de té, los que llevan leche o yogur o solo zumo de fruta. Sin embargo, algunos establecimientos sirven mezclas. Los tés con leche pueden hacerse con derivados lácteos o con sucedáneos. Algunas variedades más saludables están hechas íntegramente de fruta con perlas, así como batiendo helado. Algunas cafeterías ofrecen edulcorantes alternativos, como miel, agave, stevia y aspartamo.

## Historia

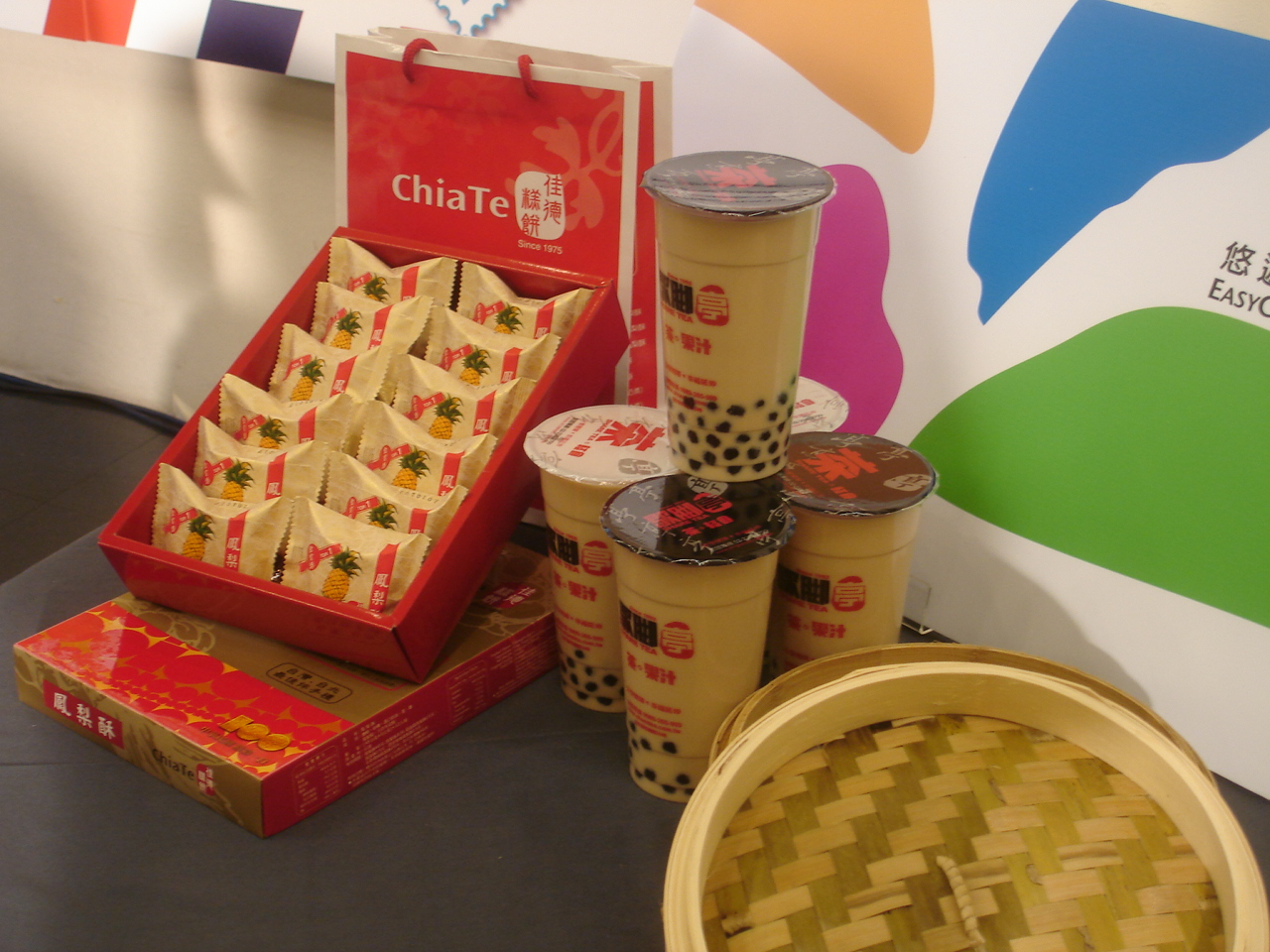
Té de burbujas en Taiwán.

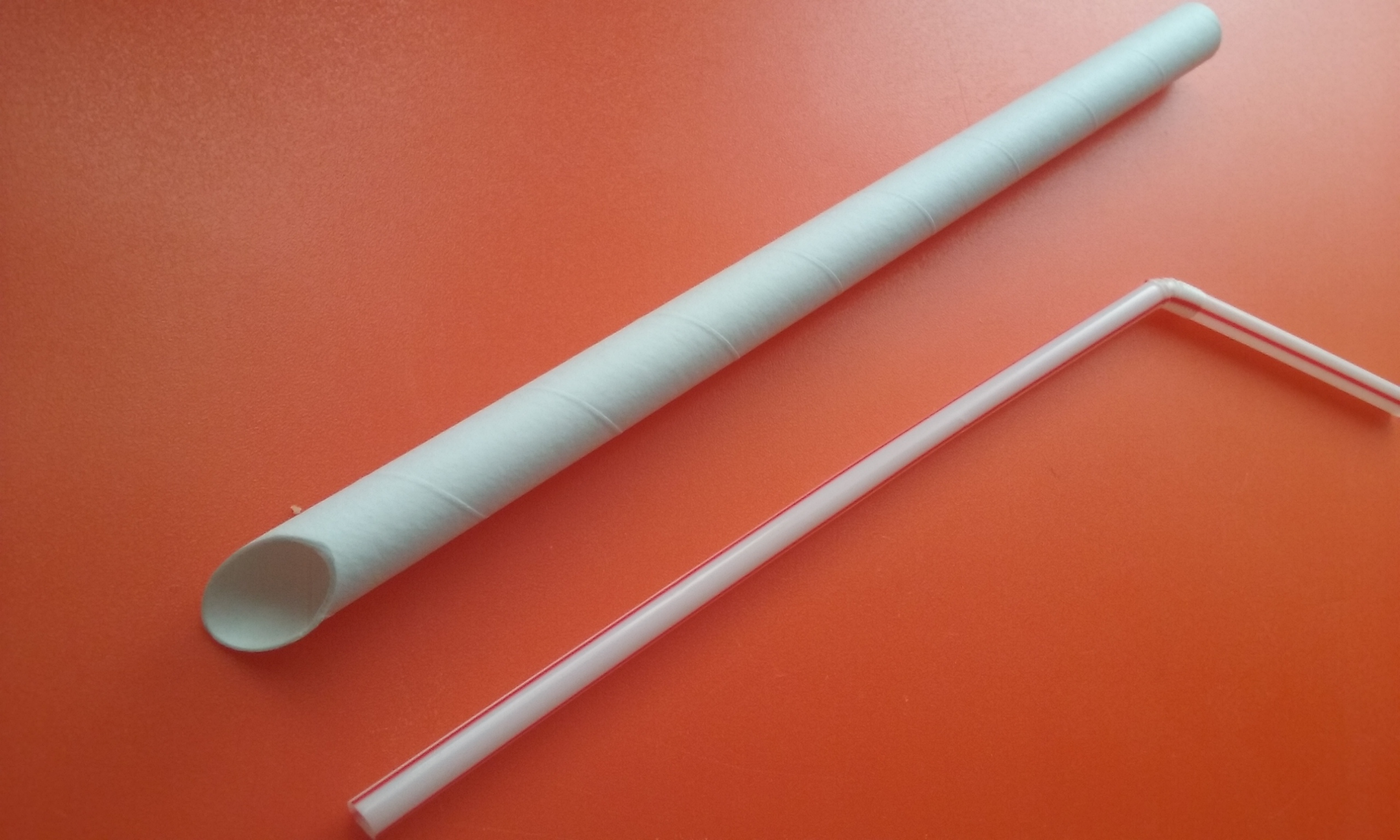
Una pajita de papel para bubble tea y la popular pajita

El té de burbujas surgió en Taiwán a finales de los años 80, extendiéndose primero a los países vecinos del este asiático, y migrando luego a Canadá y al barrio chino de Nueva York, desde donde pasó a varios puntos de la costa oeste estadounidense.
Hay dos locales que reclaman ser el creador del té de burbujas. Uno es la casa de te 'Chun Shui Tang' (春水堂), en Taichung (Taiwán), donde Liu Han Chie experimentó con té con leche frío mezclándolo con fruta, jarabe, batata caramelizada y bolas de tapioca a principios de los años 1980. Aunque al principio la bebida no fue popular, un programa de televisión japonés generó interés entre los hombres de negocios.
El otro es la casa de té Hanlin (翰林), en Tainan (Taiwán), propiedad de Tu busong He Hanlin, quien hizo el té usando el tradicional fenyuan blanco, que tiene apariencia de perlas, lo que supuestamente resultó en el té de perlas. Poco después, Hanlin cambió el fenyuan blanco (粉圓) por la versión negra que se conoce actualmente.
El té de burbujas más antiguo conocido consistía en una mezcla de té negro caliente taiwanés, pequeñas perlas de tapioca (粉圆), leche condensada y jarabe (糖浆) o miel, pero actualmente se han introducido más tipos que cambian el té negro por té matcha u otros parecidos.
Taiwán presume de una rica cultura de té de burbujas, con marcas reconocidas como Wushiland, TP TEA y Gong Cha creando sus propias experiencias de té distintivas y cautivadoras que son una obligación para los entusiastas de todo el mundo.